# Stranded (Haiti Mon Amour)
Stranded (Haiti Mon Amour) is een nummer opgenomen door de Amerikaanse rapper Jay-Z, de Ierse U2-zanger Bono, de Ierse U2-gitarist The Edge en de Barbadiaanse R&B-zangeres Rihanna. Het nummer is opgenomen voor Hope for Haiti Now, een live-album bedoeld geld in te zamelen voor de slachtoffers van de aardbeving in Haïti in januari 2010.
Het nummer haalde in een aantal landen de hitlijsten. In de Amerikaanse Billboard Hot 100 haalde het de 16e positie. In Nederland wist het nummer geen hitlijsten te behalen, maar in Vlaanderen wel. In de Vlaamse Ultratop 50 haalde het nummer een bescheiden 39e positie.